# 황국신민서사
황국신민서사(皇國臣民誓詞, 일본어: 皇国臣民ノ誓詞 ‘황국 신민의 서사(맹세)’[*])는 황국 신민화 정책으로  일본 제국이 1937년에 만들어내 조선인들에게 외우게 한 맹세이다. 학교를 비롯한 관공서, 은행, 공장, 상점 등 모든 직장의 조회, 기타 회합 등에서 제창되었다.

## 개요
조선총독부 학무국은 교학진작(敎學振作)과 국민정신 함양을 도모한다는 명목으로 황국신민의 서사를 기획하였다. 이에 따라 학무국 촉탁으로 있던 이각종(李覺鍾)이 문안을 만들었고, 학무국 사회교육과장 김대우(金大羽)가 관련 업무를 집행하였다. 이에 따라 1937년 10월 2일 미나미 지로(南次郞) 총독이 결재함으로써 공식화되었다.

## 전문(全文)
황국신민서사의 내용은 다음과 같다.

### 아동용
일본어 원문
1. 私共ハ、大日本帝國ノ臣民デアリマス。
2. 私共ハ、心ヲ合ワセテ、天皇陛下ニ忠義ヲ盡クシマス。
3. 私共ハ、忍苦鍛鍊シテ、立派ナ强イ國民トナリマス。

한국어 번역
1. 우리들은 대일본 제국의 신민(臣民)입니다.
2. 우리들은 마음을 합하여 천황 폐하에게 충의를 다하겠습니다.
3. 우리들은 인고단련(忍苦鍛鍊)하여 훌륭하고 강한 국민이 되겠습니다.

### 성인용
일본어 원문
1. 我等ハ皇國臣民ナリ、忠誠以テ君國ニ報ゼン。
2. 我等皇國臣民ハ、互ニ信愛協力シ、以テ團結ヲ固クセン。
3. 我等皇國臣民ハ、忍苦鍛鍊力ヲ養ヒ、以テ皇道ヲ宣揚セン。

한국어 번역
1. 우리는 황국신민(皇國臣民)이다. 충성으로써 군국(君國)에 보답하련다.
2. 우리 황국신민은 신애협력(信愛協力)하여 단결을 굳게 하련다.
3. 우리 황국신민은 인고단련(忍苦鍛鍊)하여 힘을 길러 황도(皇道)를 선양하련다.

## 같이 보기
- 황민화정책
- 황국사관
- 일억옥쇄
- 신주불멸
- 일본의 전쟁 범죄
- 일본의 우익 단체